# S.A.C.I. Falabella
Falabella er en chilensk multinational detailhandelsvirksomhed. De driver Falabella, Mallplaza indkøbscentre, Tottus hypermarkeder & supermarkeder, Banco Falabella og byggemarkedskæden Sodimac. De har 491 butikker og 42 indkøbscentre.